# FIM-92 Stinger

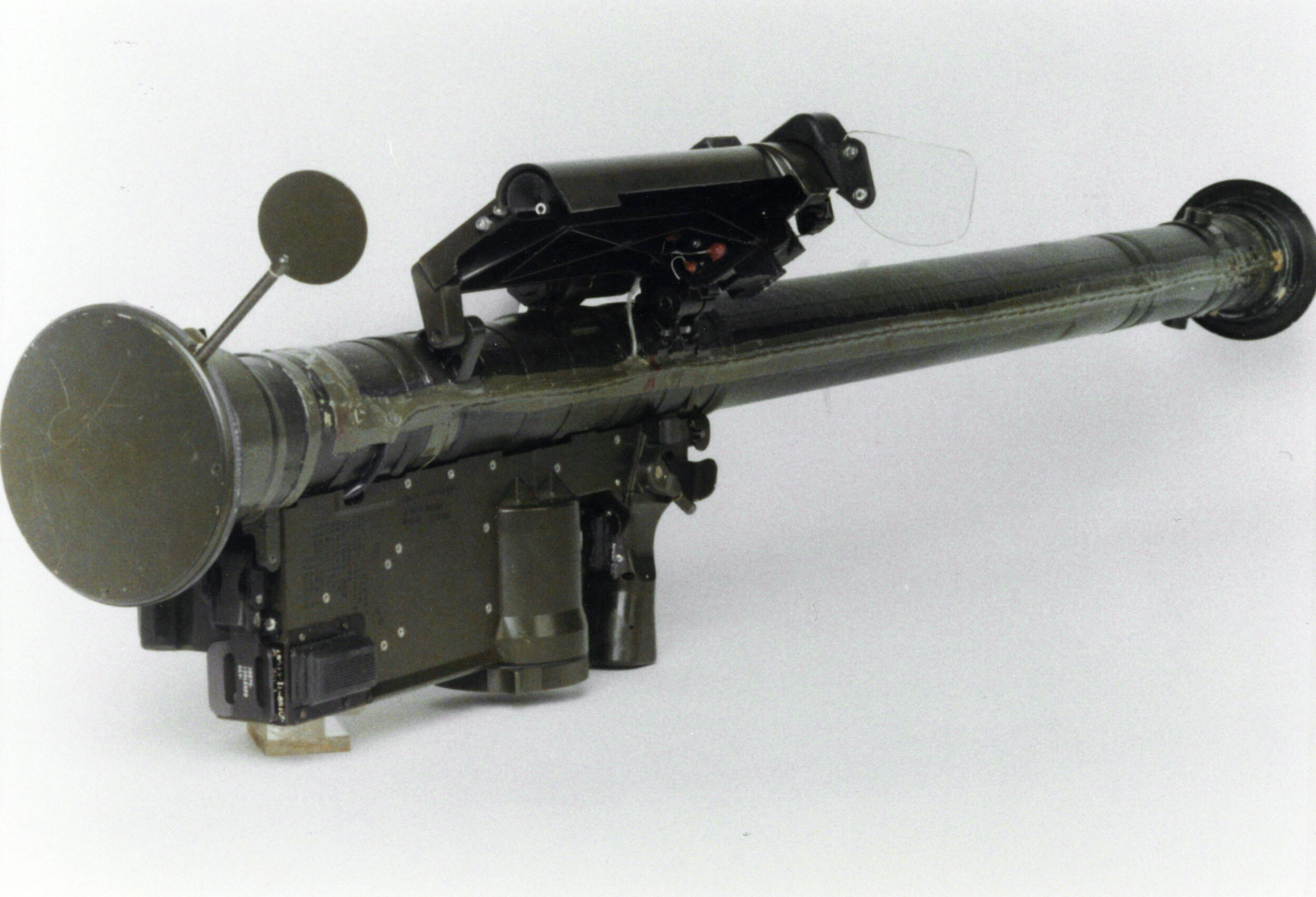
Um lançador Stinger.

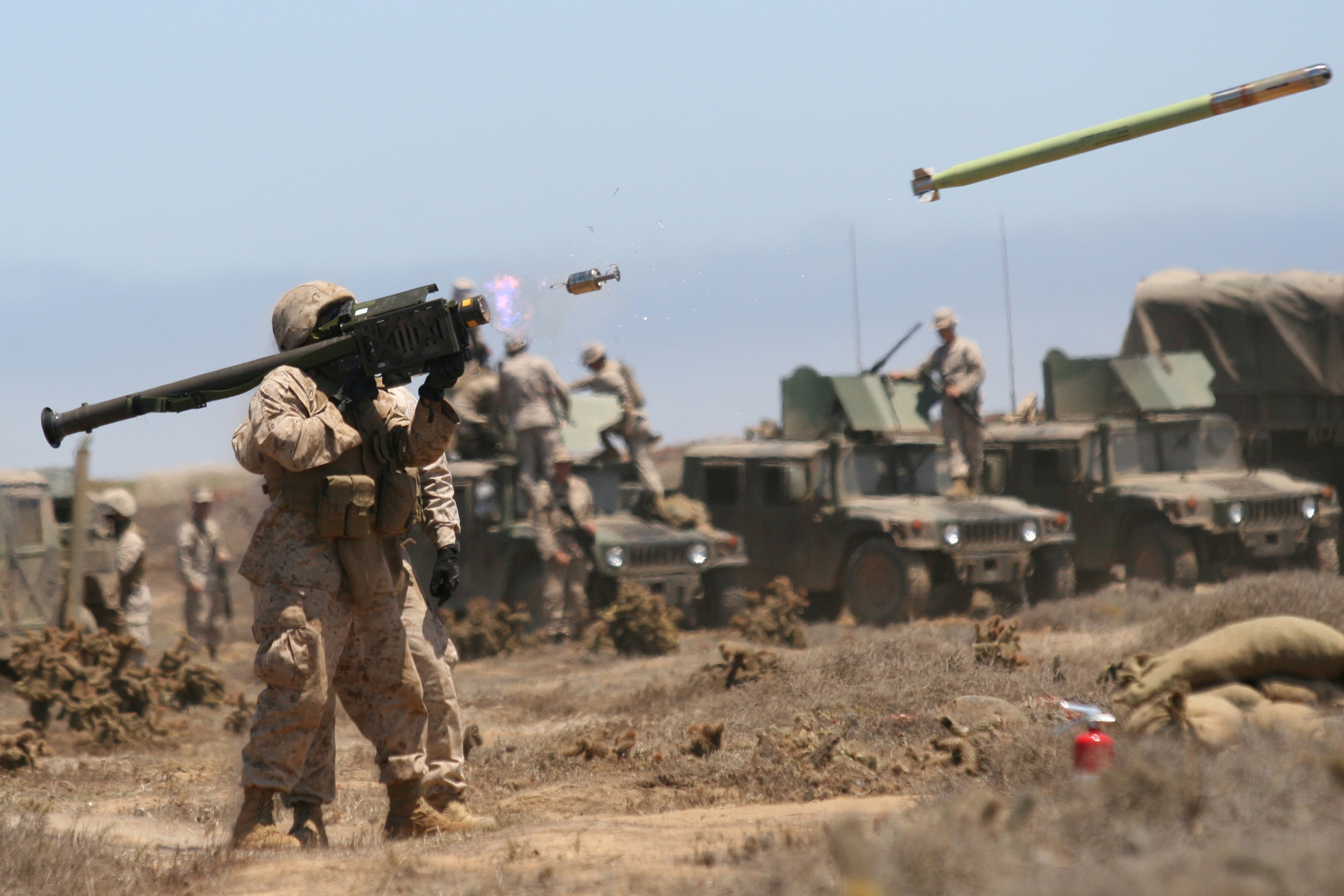
Um militar americano disparando seu FIM-92A.

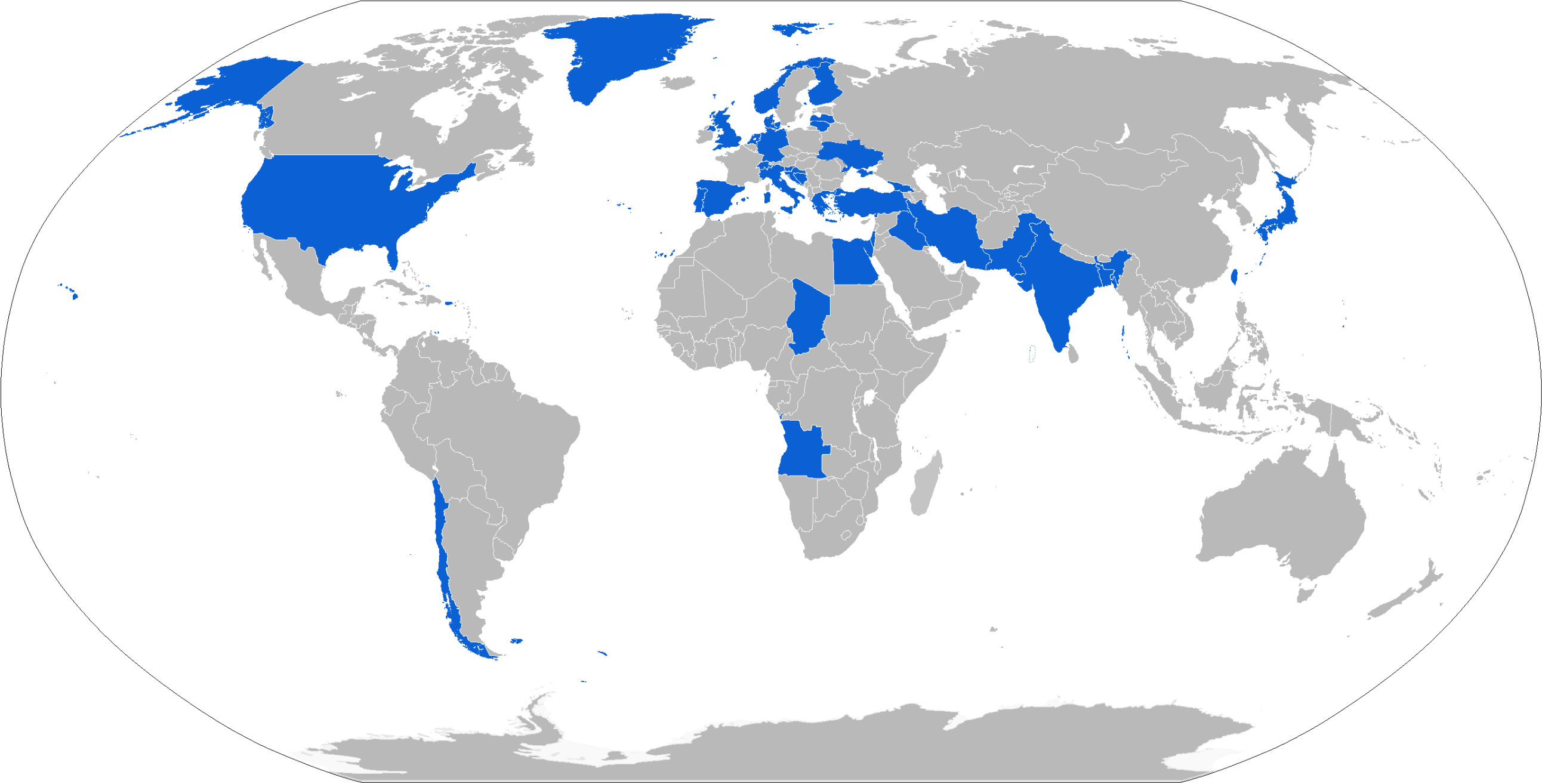
Nações que utilizam o Stinger.

O FIM-92 Stinger é um sistema de defesa antiaérea portátil (MPADS) terra-ar guiado por infravermelho produzido nos Estados Unidos e utilizado por todas as componentes das suas Forças Armadas, com as quais entraram ao serviço em 1981, sendo utilizado também por pelo menos vinte e nove países pelo mundo.
Durante a Guerra do Afeganistão (1979-1989) centenas de stingers foram enviados para os guerrilheiros mujahidins, o que mudou bastante o caráter das operações aerotransportadas soviéticas a partir de 1986. A resistência afegã alega ter abatido cerca de 270 aviões e helicópteros soviéticos entre outubro de 1986 e setembro de 1987.
O Stinger é produzido por uma subsidiária da Raytheon, a Raytheon Missile Systems e, sob licença EADS, também na Alemanha. Até à data (2006), 29 países utilizam o Stinger e já foram produzidas 70.000 unidades.